# Cres (grad)
Cres (tal. Cherso) je grad u Hrvatskoj, koji se nalazi na otoku Cresu.

## Gradska naselja
Grad Cres sastoji se od 26 naselja, to su: Beli, Cres, Dragozetići, Filozići, Grmov, Ivanje, Loznati, Lubenice, Mali Podol, Martinšćica, Merag, Miholašćica, Orlec, Pernat, Porozina, Predošćica, Stanić, Stivan, Sveti Petar, Valun, Važminež, Vidovići, Vodice, Vrana, Zbičina i Zbišina.

## Zemljopis
Zemljopisni položaj grada Cresa je 44.961 stupnjeva s. g. š. i 14.408 stupnjeva i. g. d.

## Stanovništvo
Prema popisu stanovništva iz 2001. godine na području grada Cresa živi 2 959 stanovnika, a to je po naseljima: Cres 2333, Beli 35, Dragozetići 21, Filozići 4, Grmov 2, Ivanje 3, Loznati 29, Lubenice 24, Mali Podol 4, Martinšćica 155, Merag 3, Miholašćica 22, Orlec 122, Pernat 11, Porozina 20, Predošćica 4, Stivan 38, Stanić 0, Sveti Petar 11, Valun 62, Važminež 0, Vidovići 12, Vodice 12, Vrana 16, Zbičina 13, Zbišina 3.
Prema popisu stanovništva iz 2021. godine na području grada Cresa živi 2 716 stanovnika, a to je po naseljima: Cres 2185, Beli 54, Dragozetići 22, Filozići 8, Grmov 2, Ivanje 9, Loznati 36, Lubenice 6, Mali Podol 3, Martinšćica 103, Merag 22, Miholašćica 31, Orlec 88, Pernat 2, Porozina 28, Predošćica 1, Stivan 24, Stanić 0, Sveti Petar 7, Valun 64, Vidovići 4, Važminež 0, Vodice 5, Vrana 7, Zbičina 3, Zbišina 2.
| broj stanovnika | 7223  | 7263  | 7562  | 7815  | 7609  | 7626  | 7214  | 7196  | 5843  | 4221  | 3786  | 3145  | 2895  | 2971  | 2959  | 2879  | 2716  |
|                 | 1857. | 1869. | 1880. | 1890. | 1900. | 1910. | 1921. | 1931. | 1948. | 1953. | 1961. | 1971. | 1981. | 1991. | 2001. | 2011. | 2021. |

| broj stanovnika | 4646  | 4673  | 4570  | 4648  | 4264  | 4064  | 3715  | 3635  | 2472  | 1670  | 1866  | 1823  | 1938  | 2234  | 2333  | 2289  | 2185  |
|                 | 1857. | 1869. | 1880. | 1890. | 1900. | 1910. | 1921. | 1931. | 1948. | 1953. | 1961. | 1971. | 1981. | 1991. | 2001. | 2011. | 2021. |

## Uprava
Grad Cres, sljednik općine Cres, je administrativna jedinica koja obuhvaća sjeverni i središnji dio otoka Cresa, dok južni dio potpada pod grad Mali Lošinj. Za Jugoslavije, jedno vrijeme bio je u sastavu općine Cres-Lošinj sa sjedištem u Malom Lošinju.

## Povijest
Na mjestu današnjeg grada Cresa nalazila se u prapovijesti gradina, kasnije antička utvrda (Crepsa). Do dolaska Hrvata Cres je nastanjen Liburnima, ali postoje tragovi grčke, rimske i bizantinske nazočnosti.
U 9. stoljeću Hrvati gospodare cijelim otokom i uz povremene mletačke okupacije, Cres je u sastavu Hrvatske do 1409. godine. Creski statut datira iz 1332. godine. Najznamenitija renesansna creska ličnost iz grada Cresa jest filozof Frane Petrić (rođen 25. travnja 1529., umro 1597.).
Do 1797. Cres se nalazi pod vlašću Venecije, od 1805. do 1814. pod okupacijom je Francuske, a nakon toga do 1918. u sastavu Austro-Ugarske. Nakon I. svjetskog rata okupira ga Italija, a nakon propasti fašističkog režima 1943. godine i kraćeg razdoblja hrvatske narodne vlasti, Cres zaposjeda njemačka vojska. U travnju 1945. Cres je konačno oslobođen i reintegriran u Hrvatsku i preko nje u komunističku Jugoslaviju.

## Gospodarstvo
Najvažnije gospodarske grane u Cresu su turizam, brodogradnja, ribarstvo i maslinarstvo.
U Cresu se nalazi i brodogradilište.

## Poznate osobe
- Antonio Vitale Bommarco (1923. – 2004.), talijanski nadbiskup
- Frane Petrić (1529. – 1597.), hrvatski filozof, polihistor, humanist i učenjak
- Rafael Mario Radossi (1887. – 1972.), hrvatski biskup, biskup Porečko-pulske biskupije
- Mate Solis (1935. – 2019.), hrvatski akademski slikar
- Bonaventura Maria Soldatić (1827. – 1895.), hrvatski generalni ministar OFM Conv[5]
- Ivan Kvirin Bolmarčić, hrvatski svećenik i arheolog
- Giacoma Giorgia Colombis, hrvatsko-talijanska benediktinka i službenica Božja

## Spomenici i znamenitosti
- Creska kula
- Župna crkva sv. Marije Velike
- Crkva sv. Izidora
- Brojne crkve i kapelice
- Troja gradska vrata i gradski sat
- Palača Arsan
- Mnoge druge renesansne palače
- Gradska loža sa stupom sramote
- Franjevački samostan s crkvom sv. Franje
- Ženski benediktinski samostan
- Spomenik palim borcima na Šetalištu

## Obrazovanje
- Osnovna škola Frane Petrića
- Srednja škola Ambroza Haračića, Mali Lošinj, područni odjel Cres

## Kultura

### Ustanove
- Gradska knjižnica Cres
- Creski muzej

### Udruge
- "Ruta" - grupa za kvalitetniji život na otoku Cresu
- "Cres - Insula activa" - udruga za promidžbu športa, zdravog života i ekologije
- "DPH Cres" - Društvo prijatelja HNK Hajduk Split, navijačka udruga
- "SIdar" - Udruga turističkih vodiča grada Cresa

## Šport
- Jedriličarski klub Reful
- Košarkaški klub Cres
- NK Cres
- Sportsko-ribolovno društvo Parangal
- Šahovski klub Cres
- Teniski klub Cres
- Karate klub Cres

## Vanjske poveznice

### Sestrinski projekti
|  | Zajednički poslužitelj ima još gradiva o temi Cres (grad) |

### Mrežna sjedišta
- Službene stranice grada Cresa
- O gradu Cresu  Arhivirana inačica izvorne stranice od 7. rujna 2007. (Wayback Machine)
- Gimnazija u Cresu
- OŠ Frane Petrića, Cres
- Udruga "Ruta"
- Udruga "Cres-Insula activa"
- Creski muzej

|  | Portal Hrvatske – Pristup člancima s tematikom o Hrvatskoj. |